# Apolipoprotein

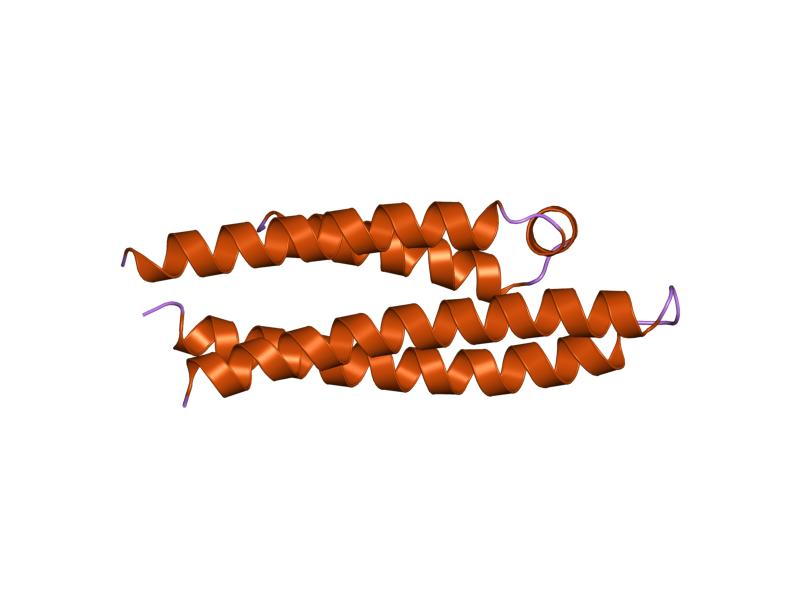
Apolipoprotein e3

Apolipoprotein (zkracován jako Apo) či apoprotein je z definice bílkovinnou složkou lipoproteinů. V lipoproteinech se vyskytují v různém množství, od méně než 1 % u chylomikronových částic po více než 70 % u HDL lipoproteinů. Apolipoproteiny v krvi se označují písmeny abecedy:
- apolipoproteiny A – převažuje v HDL lipoproteinech,
- apolipoproteiny B (např. B-100) – převažuje v LDL lipoproteinech,
- apolipoproteiny C – přítomné v různých typech lipoproteinů včetně VLDL,
- apolipoproteiny D,
- apolipoproteiny E,
- apolipoproteiny H,
- apolipoproteiny J,

a další.
Mají několik funkcí – pomáhají vytvářet strukturu lipoproteinů (Apo B), mohou fungovat jako kofaktory či naopak inhibitory enzymů nebo umožňovat vazbu na lipoproteinové receptory (např. B-100 vázající se na LDL receptor).